# 클라크 특별경제구역

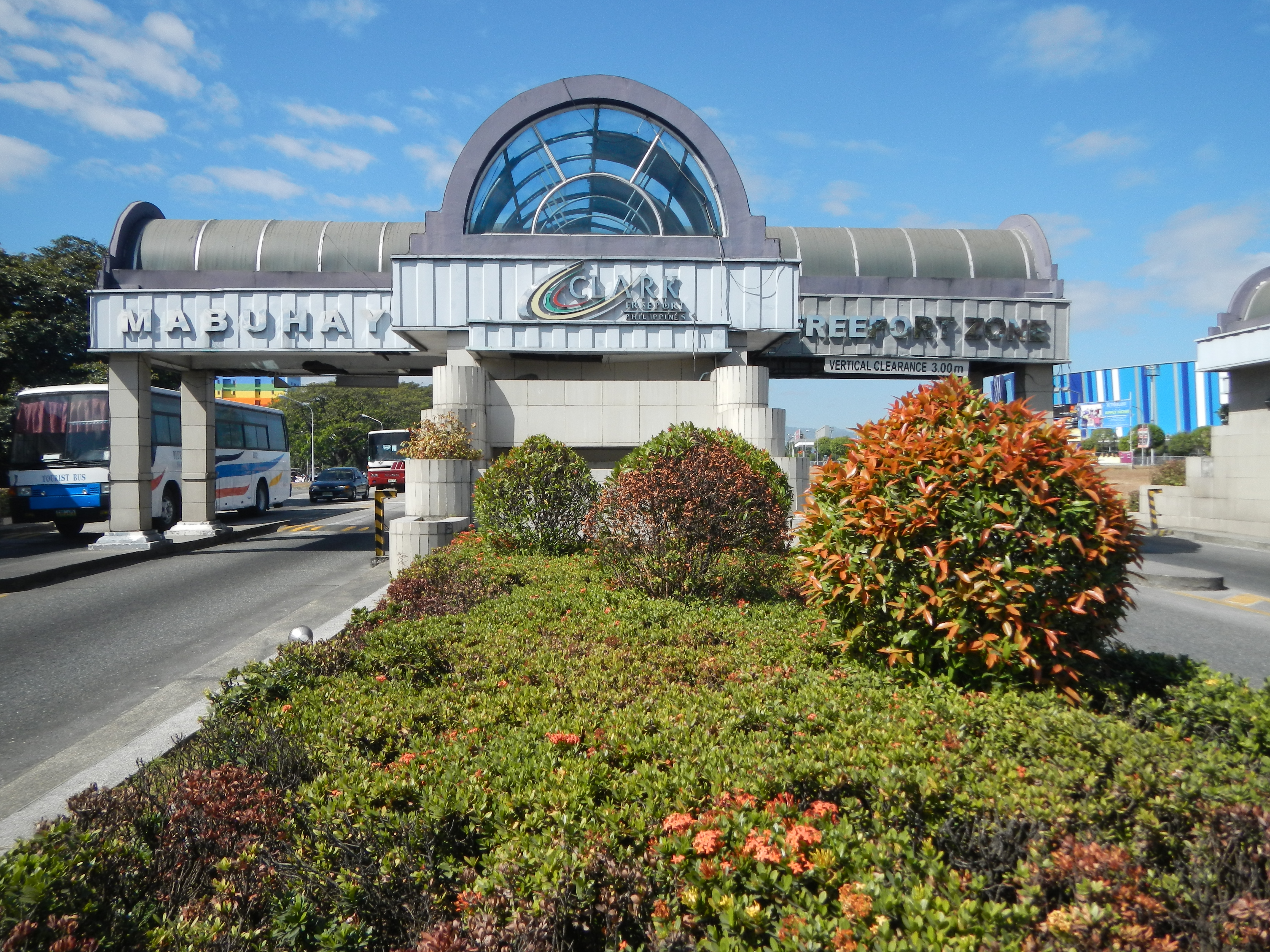
앙헬레스

클라크 특별경제구역(Clark Freeport and Special Economic Zone (CFEZ))은 앙헬레스와 팜팡가주(Pampanga) 및 타락(Tarlac) 지방에 걸쳐있는 지역을 가리킨다.